# Dunaieț, Hluhiv
Dunaieț (în ucraineană Дунаєць) este localitatea de reședință a comunei Dunaieț din raionul Hluhiv, regiunea Sumî, Ucraina.

## Demografie
Componența lingvistică a localității Dunaieț
     Ucraineană (98,8%)
     Rusă (1,12%)
Conform recensământului din 2001, majoritatea populației localității Dunaieț era vorbitoare de ucraineană (98,8%), existând în minoritate și vorbitori de rusă (1,12%).